# M.A.S.K.
M.A.S.K., auch MASK oder Die Masken, ist eine Zeichentrickserie von DiC Entertainment aus den Jahren 1985 und 1986, sowie eine gleichnamige Spielzeug- und Hörspielserie. Sie handelt von der Geheimorganisation MASK (Mobile Armored Strike Kommand) unter dem Anführer Matt Trakker, die mittels spezieller Masken und Fahrzeugen gegen die Organisation V.E.N.O.M. (Vicious Evil Network of Mayhem) kämpft, die von Miles Mayhem geführt wird.

## Handlung
Einen groben Handlungsbogen an sich gibt es in der Serie M.A.S.K. nicht. Allerdings kann man das stete Duell zwischen M.A.S.K. und seinen Erzfeinden von V.E.N.O.M. als roten Faden bezeichnen, der sich durch die gesamte Serie zieht. M.A.S.K. sind die guten Jungs, die Helden, die mit Spezialfahrzeugen und -helmen jedes Mal erneut gegen die Machenschaften von V.E.N.O.M. vorgehen.
Die Serie hat keinen richtigen Pilotfilm, mit dem sie eingeführt wird. Sie beginnt so unvermittelt, wie sie später endet und folgt hauptsächlich der Produktion und Vermarktung der dazugehörigen Spielzeuge. M.A.S.K. wird angeführt von dem Multimilliardär Matt Trakker, der seine Identität stets verdeckt hält, um sich, seine Leute und besonders seinen Sohn möglichst vor allen Gefahren zu schützen. Seine Mitarbeiter haben alle eigene Berufe und unterbrechen ihre Tätigkeit immer abrupt, wenn sie zum Einsatz gerufen werden. In den ersten Episoden liegen die Ziele ihrer Missionen im größeren Umkreis ihrer geheimen Basis Boulder Hill in den USA. Später weitet sich ihr Operationsgebiet um den ganzen Erdball aus, ohne dass jemals spezifisch darauf eingegangen wird, seit wann das so ist. Bei größeren Entfernungen fliegen die Leute von M.A.S.K. mit einem speziellen Transportflugzeug zum Krisengebiet. Trakker ist meist zufällig schon vor Ort um etwas zu stiften, einzuweihen oder zu finanzieren. Manchmal machen er und sein Sohn Scott auch nur Urlaub. V.E.N.O.M., angeführt von Miles Mayhem, hat dann meist dasselbe Objekt im Auge.
In der Regel beauftragt Matt Trakker den M.A.S.K.-Hauptcomputer damit ein passendes Team für den jeweiligen Einsatz zu selektieren, woraufhin der Computer die Namen, Berufe und Fahrzeuge der Agenten auflistet. In jeder Episode liefern sich die Agenten mit ihren Fahrzeugen einen Kampf, mit einem ganz besonderen Blick auf die Fähigkeiten der Wagen und der Helme der Charaktere. V.E.N.O.M. zieht sich am Ende stets zurück, sodass das Gute siegt.
Den weiteren wiederkehrenden Plot übernimmt Scott Trakker, der von seinem Vater stets ermahnt wird in Deckung zu bleiben und sich nicht in Gefahr zu begeben. Jedoch ist die Neugierde und der Wunsch, endlich wie Papa zu sein, größer als die Vernunft, die hier durch Scotts Roboter T-Bob verkörpert wird. Der ständig nörgelnde, ängstliche T-Bob versucht Scott eines Besseren zu belehren, hat aber keinen Erfolg. So kommt es in jeder Episode dazu, dass Scott selbst Detektiv spielt und per Zufall den Hinweis entdeckt, den M.A.S.K. benötigt, um V.E.N.O.M. aufzuhalten.
Ein Running-Gag ist T-Bobs Angst, dass ihm etwas passieren könnte. Scott muss ihn stets daran erinnern, dass er ein Roboter ist und sich weder verletzen noch sich einen Sonnenbrand holen kann. Und es ist immer T-Bob, der dafür zuständig ist, die Aufmerksamkeit der Bösen auf sich und Scott zu lenken. Zwischendurch gibt es einige Episoden, in denen Mayhem es auf mythische und sagenumwobene Objekte abgesehen hat: magische Zepter, Ufos und Dino-Babys sind einige dieser Dinge. Vor allem sind es Sachen, die nichts mit Trakkers Unternehmen zu tun haben und stets dort anzutreffen sind, wo die Trakkers Urlaub machen. Mayhem trachtet stets danach reich zu werden, weil er der Ansicht ist, dadurch mächtig zu werden. Um dieses Ziel zu erreichen, ist er sich für nichts zu schade. Sehr oft versucht er andere um höhere Summen zu erpressen, stets mit dem Hintergedanken, die Todesmaschinen dennoch einzusetzen, auch wenn er bezahlt wird, um der Welt eine Lektion zu erteilen.
Ab der letzten Staffel findet eine grundlegende Veränderung statt. M.A.S.K. operierte nicht mehr als Anti-Terror-Organisation. Trakker und seine Leute nahmen an Rennturnieren teil, die rund um die Welt stattfanden und stets einem guten Zweck dienten. Natürlich war auch V.E.N.O.M. zugegen, aber nicht um etwas zu stehlen oder jemanden zu entführen. Mayhem zeigte sich weniger. Eher waren seine Mitarbeiter präsent. Diesen ging es auch nicht in erster Linie darum, das jeweilige Rennen zu gewinnen, sie wollten sich nur rächen und M.A.S.K. schlecht aussehen lassen. Hierbei offenbart sich auch eine Inkohärenz der Serie, indem Matt Trakker nach der ersten der Renn-Episoden erklärt, er sei bereit zusammen mit seinen Freunden eine Organisation zu gründen, um V.E.N.O.M. zu bekämpfen, dies jedoch bereits in den davor spielenden Episoden getan hatte. Auch wird die gesamte Vorgeschichte über die gemeinsamen Anfänge von Trakker und Mayhem und Mayhems späterer Verrat in der Serie nicht thematisiert, sondern nur kurz am Rande gestreift. Diese Informationen sind in den Kurzcomics enthalten, die den Spielzeugen beiliegen.

### Vorgeschichte
Eine weltweite Gruppierung namens AFN (Alliance of Friendly Nations) ruft eine Geheimorganisation ins Leben, um den Terror in der Welt zu bekämpfen. Beauftragt werden Miles Mayhem und Milliardär Matt Trakker, die Organisation M.A.S.K. aufzubauen und zu leiten. Trakker entwickelt für das Team eine Reihe unterschiedlicher Spezialfahrzeuge und besondere Helme mit speziellen Fähigkeiten. Schließlich steht nach vielen Monaten das Team von Agenten fest, die zur M.A.S.K. gehören sollen, so auch Trakkers Bruder Joe.
Ein Jahr später hat M.A.S.K. ihre erste ernste Mission: Sie sollen einen gestohlenen Computer ausfindig machen, der in der Sahara versteckt gehalten wird. Mayhem schickt Trakker und sein Team ins Gefecht, aber als er an den Koordinaten ankommt, geraten die M.A.S.K.-Agenten in eine Falle, die Mayhem ihnen gestellt hatte. Alle Agenten werden getötet, auch Joe Trakker. Der einzige Überlebende ist Matt Trakker.
Inzwischen hat Mayhem mit Hilfe der Pläne von Trakker eine ganz eigene Flotte von Fahrzeugen gebaut und seine Organisation namens V.E.N.O.M. ins Leben gerufen. Mit seinem neuen Team von Schurken überfällt er Gold- und Geld-Depots wie Fort Knox, um durch finanzielle Stärke mächtiger zu werden und die Welt zu beherrschen. Mayhem weiß jedoch nicht, dass Trakker überlebt hat. Trakker bildet das M.A.S.K.-Team neu und versucht von da an Mayhem und V.E.N.O.M. aufzuhalten.

## Produktion und Veröffentlichung
Die Serie wurde 1985 von DiC Entertainment und ICC TV Productions produziert, um die gemeinsam von Kenner und Parker Brothers entwickelte Spielzeugserie besser vermarkten zu können. An den Animationen waren Ashi Pro, C&D Asia und Studio World beteiligt, Regie führten Bruno Bianchi, Bernard Deyriès und Michael Maliani. Die Drehbücher schrieben Jina Bacaar und Jeffrey Scott, die Produktion wurde von William R. Kowalchuk junior geleitet, und die Musik von Shuki Levy komponiert.
Die Serie wurde vom 16. September 1985 bis zum 28. November 1986 durch mehrere Sender in den USA ausgestrahlt. Übersetzt wurde sie unter anderem ins Französische und Polnische. Eine deutsche Fassung wurde vom 27. Juni 1987 bis zum 29. August 1987 von RTL plus gezeigt. Die deutschen Folgen erschienen auf DVD, herausgegeben von der WVG Medien GmbH. Seit 2011 werden alle 75 Folgen in einer DVD-Komplettbox und seit 2013 auf einer Blu-ray Disk von der KSM GmbH vertrieben.

## Synchronisation
| Rolle            | Englischer Sprecher | Deutscher Sprecher                                            |
| ---------------- | ------------------- | ------------------------------------------------------------- |
| Miles Mayhem     | Brendan McKane      | Norbert Gastell (1. Stimme) Manfred Erdmann (2. Stimme)       |
| Cliff Dagger     | Mark Halloran       | Manfred Erdmann (1. Stimme) Gernot Duda (2. Stimme)           |
| T-Bob            | Graeme McKenna      | Michael Rüth                                                  |
| Matt Trakker     | Doug Stone          | Arnim André-Rohleder                                          |
| MASK Computer    | Sharon Noble        | Madeleine Stolze                                              |
| Scott Trakker    | Brennan Thicke      | Florian Halm (1. Stimme) Hubertus von Lerchenfeld (2. Stimme) |
| Alex Sector      | Brendan McKane      |                                                               |
| Dusty Hayes      | Doug Stone          |                                                               |
| Brad Turner      | Graeme McKenna      | Christoph Lindert (1. Stimme) Crock Krumbiegel (2. Stimme)    |
| Hondo McLean     | Doug Stone          | Gudo Hoegel                                                   |
| Buddy Hawks      | Mark Halloran       | Achim Geisler (1. Stimme) Gudo Hoegel (2. Stimme)             |
| Gloria Baker     | Sharon Noble        | Bettina Kenter                                                |
| Jaques LaFleur   | Brendan McKane      | Tobias Lelle                                                  |
| Ace Riker        | Mark Halloran       |                                                               |
| Julio Lopez      | Graeme McKenna      | Michael Rüth                                                  |
| Calhoun Burns    | Graeme McKenna      | Willi Röbke                                                   |
| Boris Bushkin    | Doug Stone          |                                                               |
| Nevada Rushmore  | Doug Stone          | Tonio von der Meden                                           |
| Ali Bombay       | Brian George        | Ulf-Jürgen Wagner                                             |
| Sly Rax          | Mark Halloran       | Walter von Hauff (1. Stimme) Achim Geisler (2. Stimme)        |
| Vanessa Warfield | Sharon Noble        | Madeleine Stolze (1. Stimme) Michaela Amler (2. Stimme)       |
| Bruno Sheppard   | Doug Stone          |                                                               |
| Floyd Malloy     | Brendan McKane      | Michael Christian                                             |
| Nash Gorey       | Doug Stone          |                                                               |
| Lester Sludge    | Brian George        |                                                               |
| Maximus Mayhem   | Brendan McKane      | Alexander Allerson                                            |

## Adaptionen

### Spielzeug
Verschiedene Spielfiguren und Fahrzeuge wurden parallel zur Serie in Zusammenarbeit von Kenner und Parker Brothers auf den Markt gebracht.

### Comics
1985 erscheinen erste Kurzcomics zur Fernsehserie bei Kenner Parker Toys. Dem folgten 1986 und 1987 vier Mini-Comics, eine neunteilige Serie und zwei weitere Hefte bei DC Comics. Beim Verlag Bastei erschienen einige Comics zu M.A.S.K. auf Deutsch.

### Hörspiele
Ab 1987 erschien unter der Lizenz von Kenner Parker Toys eine von der Polyband Medien GmbH im selben Jahr produzierte Hörspielreihe, bestehend aus 13 Folgen.
Diese Folgen stellten aber keine neuen und eigenständigen Geschichten dar, sondern bestanden einfach nur aus der Tonspur der TV-Synchronisation bei der man lediglich einen Erzähler eingefügt hat.